# Антон Чехов
Антон Павлович Чехов (на руски: Анто́н Па́влович Че́хов) е руски писател и драматург, по професия лекар. Той е автор на множество къси разкази, както и на пиеси, оказали силно влияние върху драмата през XX век.
За 26 години творческа дейност създава около 900 произведения, най-вече хумористични разкази, пиеси и повести, които се превръщат в класически произведения на световната литература. Много специалисти го считат за един от най-добрите автори на къси разкази в света. Чехов работи като лекар почти през целия си живот, докато пише своите литературни произведения. По негови думи „медицината е законната ми съпруга, а литературата е моя любовница“.
Чехов се оттегля от театъра след ужасните критики към „Чайка“ през 1896 година, но пиесата е възродена от Константин Станиславски в Московския художествен театър, което кара Чехов да напише „Вуйчо Ваня“, „Три сестри“ и „Вишнева градина“. Тези четири произведения са предизвикателство както за актьорския състав, така и за публиката, защото на мястото на обичайното действие Чехов предлага „театър на настроението“ и „подводен живот на текста“.
Чехов започва да пише поради финансови причини, но с времето артистичните му амбиции нарастват и той прави нововъведения, които силно влияят на еволюцията на съвременния разказ. Първообразът му е методът на „потока на съзнанието“ (повествователна техника), по-късно възприет от Джеймс Джойс и други модернисти, съчетан с отхвърляне на поуката в края на традиционната структура на разказа. Чехов не съжалява за трудностите, които създава на читателите, смятайки, че ролята на артиста е да задава въпроси, а не да отговаря на тях.

## Биография

### Младежки години
Антон Павлович Чехов е роден на Антоновден, 29 януари (17 януари стар стил) 1860 година в Таганрог, Екатеринославска губерния, пристанище на Азовско море в южната част на Руската империя. Той е третото от шестте деца на Павел Егорович Чехов, бивш крепостен селянин от Воронежка губерния, който е собственик на бакалия. Директор на енорийския църковен хор и вярващ православен, бащата е склонен към физическо насилие и според мнозина изследователи е прототип на множеството лицемерни образи в творчеството на Чехов. Майка му Евгения е умел разказвач, която забавлява децата си с разкази за своите пътувания из Русия с баща ѝ, търговец на дрехи.
Отначало Антон учи в гръцкото училище (в Таганрог има голяма общност на азовски гърци), а през 1868 година постъпва в подготвителния клас на местната гимназия. Мъжката класическа гимназия в града, днес носеща името на Чехов, е най-старото учебно заведение в Южна Русия (основана през 1806 г.) и дава солидно образование и възпитание, но Чехов трябва да повтаря една година, след като е скъсан на изпита по старогръцки. Въпреки това гимназията е мястото, което формира неговия поглед за света, любовта му към книгите и обичта му към театъра. Той отива на театър за пръв път на 13 години и оперетата „Хубавата Елена“ на Жак Офенбах му прави силно впечатление, участва в домашните представления на съученика си Андре Дроси. По това време той прави и първите си литературни и драматични опити и пише хумористични текстове за ученически списания. През този период пее в хора на баща си и в хора на гръцкия манастир в града, но по-късно става атеист.
През 1876 година бащата на Чехов банкрутира, не успявайки да изплати новопостроената си къща. За да избегне затвор, той заминава със съпругата си за Москва, където двамата му големи синове, Александър и Николай, учат в университета. Там семейството живее в мизерия, като майката на Чехов е смазана физически и емоционално от събитията. Самият той остава в Таганрог, за да разпродаде имуществото на семейството и да завърши училище.
Антон Чехов остава в Таганрог още три години, като живее при човек на име Селиванов, откупил къщата на баща му. За да се издържа, той дава частни уроци, лови и продава кадънки, пише кратки текстове за вестниците, като дори успява да изпраща по малко спестени пари и окуражителни писма на семейството си в Москва. През този период той чете систематично различни автори, сред които Мигел де Сервантес, Иван Тургенев, Иван Гончаров и Артур Шопенхауер, и пише първата си пиеса „Безотцовщина“, която е изгубена и открита години след смъртта му. По това време има и няколко любовни връзки, включително със съпругата на един от учителите си.

### Начало на литературна дейност
След завършването на гимназия през 1879 година Антон Чехов заминава за Москва и постъпва в Медицинския факултет на Императорския московски университет, където сред неговите преподаватели са Николай Склифосовски и Григорий Захарин. Пристигайки в Москва, той поема грижите за семейството си. За да го издържа и за да плаща таксите за образованието си, той ежедневно пише за списания като „Стрекоза“, „Будилник“ и „Зрител“ кратки скици на съвременни теми, често използвайки псевдоними като Антоша Чехонте и Человек без селезенки. Дебютните му текстове са публикуваните на 24 декември 1879 година в „Стрекоза“ разказ „Письмо к учёному соседу“ и фейлетон „Что чаще всего встречается в романах, повестях и т. п.“.
Изобилните публикации на Чехов му създават репутация като сатиричен хроникьор на уличния живот и през 1882 година той вече пише за „Осколки“, собственост на един от водещите издатели по това време Николай Лейкин, като през 1883 – 1885 година води собствена рубрика – „Отломки от московския живот“. Стилът на Чехов от този период е по-остър от характерния за зрялото му творчество. През 1882 година той подготвя сборника разкази „Шалость“, който остава неиздаден, може би заради трудности с цензурата. През този период семейството често посещава през лятото брата на Антон Иван Чехов, който е учител в Воскресенск и има голямо жилище там.
През 1884 година Чехов получава правоспособност като лекар – той ще смята това за своя основна професия, макар че печели малко от нея и лекува бедните безплатно. След дипломирането си постъпва на работа в лечебницата на Воскресенск, ръководена от познат на брат му, след това работи в Звенигород, където известно време ръководи лечебницата. През 1884 година започва да храчи кръв, а през 1886 година положението му се влошава, но той отказва да признае пред семейството и приятелите си, че е болен от туберкулоза.
В същото време Антон Чехов продължава да публикува в различни седмичници и успява на няколко пъти да премести семейството си във все по-добри жилища. В началото на 1886 година започва да работи срещу много добро заплащане за един от най-популярните вестници в Санкт Петербург – „Новое время“, издаван и редактиран от Алексей Суворин. Суворин става и един от най-близките лични приятели на Чехов.
Публикациите на Чехов започват да привличат вниманието на литературните среди, като Дмитрий Григорович го поставя в „първата редица на писателите от новото поколение“. Оценката на Григорович оказва силно въздействие върху Чехов, който дотогава не влага особени литературни амбиции в скиците и репортажите си. През 1884 година излиза първата му книга с разкази – „Приказките на Мелпомена“, а по-късно и „Пъстри разкази“ (1886). През 1887 година сборникът „В полумрака“ (1887) е отличен с престижната Пушкинска награда.
През 1887 година, изтощен от работата си и от влошеното си здраве, Антон Чехов предприема пътуване в Украйна. Вдъхновен от впечатленията си, след своето завръщане той започва да пише повестта „Степ“, която е публикувана в „Северний вестник“. Повествованието, следващо мисълта на героите, описва пътуване в степите през погледа на момче, изпратено да живее далеч от дома си, и неговите спътници – свещеник и търговец. Повестта, определяна като „енциклопедия на Чеховата поетика“, показва значително развитие в прозата му и е публикувана в авторитетно литературно списание, а не във вестник.
През есента на същата година театралният директор Корш поръчва на Чехов пиеса – резултатът е написаната за две седмици „Иванов“, която е поставена на сцена през ноември. Макар че Чехов намира преживяването за „болезнено“ и в писмо до брат си рисува комична картина на хаотичната постановка, пиесата е успешна и, за удивление на автора, получава похвали за своята оригиналност. По същото време той обмисля написването на роман „от 1500 реда“, но след две години работа по книгата се отказва от нея.
Смъртта на Николай Чехов, брат на писателя, от туберкулоза през 1889 година оказва влияние върху разказа „Скучна история“, завършен през септември, за човек, изправен пред смъртта си, който разбира, че животът му е бил безполезен. По това време Чехов придобива широка известност и всяко негово ново издание се очаква от публиката и критиката.
Михаил, другият брат на Чехов, който става свидетел на депресията и безпокойството на Антон след смъртта на брат им, по това време се занимава с изследвания на руските затвори. Антон Чехов, търсейки цел в собствения си живот, скоро също се ангажира силно с въпроса за реформиране на системата на затворите.

### Сахалин и Мелихово
През лятото на 1889 година Чехов взема решение да посети остров Сахалин, който руското правителство се опитва да колонизира чрез заселване на каторжници. Това става след среща с актрисата Каратигина, пътувала в Сибир и Сахалин десетина години преди това. Той запазва в тайна плановете си до януари 1890 година и когато ги оповестява, това предизвиква силно впечатление сред публиката.
През 1890 година Антон Чехов предприема тежко пътуване с влакове, коли и параходи до наказателната колония на остров Сахалин. Пътуването през Сибир продължава 82 дни и става основа на девет очерка, публикувани заедно под названието „От Сибир“. В самия Сахалин прекарва три месеца след юли 1890 година, интервюирайки хиляди каторжници и заселници като част от изследване на колонията. Писмата, които пише през този период, са сочени като едни от най-добрите образци на епистоларната му проза.
По време на пътуването и престоя си в Сахалин Чехов става свидетел на тежките условия в руските наказателни колонии – физически наказания, злоупотреби с доставките и принудителна проституция. Той пише: „Имаше моменти, в които чувствах, че виждам пред себе си крайните граници на човешката деградация“. Той е особено развълнуван от съдбата на децата, придружаващи в колониите своите родители. Заключението му е, че благотворителността не е решение на проблемите, а държавата е длъжна да осигури финансиране за хуманното отношение към осъдените.
Чехов се прибира от Сахалин по море с парахода „Петербург“, като при престоя му във Владивосток събира допълнителни материали за Сахалин. Оттам пътуването му продължава през Хонконг, Сингапур, Цейлон, Суецкия канал и Цариград до Одеса, а близките му го посрещат в Тула на 16 декември 1890 година.
След завръщането си пише книгата „Остров Сахалин“, публикувана през 1893 – 1894 година – тя не е художествен текст, а описание на социологическите му наблюдения в наказателните колонии, включваща статистически данни за броя и статута на жителите. Според самия Чехов пътуването оказва силно влияние и върху по-късните му художествени произведения. Сахалинските преживявания намират отражение и в разказите „На заточение“ и „Палата №6“. Действието в заключителната част на разказа „Убийство“ се развива на Сахалин.
През 1892 година Чехов купува малкото провинциално имение в село Мелихово, на 70 километра южно от центъра на Москва, където живее със семейството си до 1899 година. Той развива активна обществена дейност, подпомагайки пострадалите от глада и холерата, организира три училища, пожарна служба и болница и лекува безплатно селяните на километри около дома си. Освен че харчи значителни средства за лекарства, той прекарва дълго време в пътувания до домовете на свои пациенти. В същото време работата му като лекар помага на литературната му дейност, поставяйки го в близък контакт с всички слоеве на провинциалното общество.
В Мелихово Чехов реконструира имението и се занимава сериозно с него, сади нови дървета и поддържа овощна градина и езеро с риба. Днес имението, в което писателят създава най-известните си произведения, е превърнато в музей, а близкият град носи неговото име.
През 1894 година Антон Чехов започва да пише в Мелихово пиесата „Чайка“. Нейната премиера на 17 октомври 1896 година в Александринския театър в Санкт Петербург няма успех и той решава да се откаже от театъра. Пиесата обаче силно впечатлява Владимир Немирович-Данченко, който убеждава Константин Станиславски да режисира през 1898 година нова постановка в новосъздадения от тях Московски художествен театър. Вниманието на Станиславски към психологическия реализъм и ансамбловото изпълнение успяват да разкрият скритите достойнства на текста и постановката има успех, възстановявайки интереса на Чехов към драматургията.
„Чайка“ се превръща в голям успех на Московския художествен театър през неговата първа година, давайки възможност на Станиславски и Немирович-Данченко да демонстрират своите новаторски идеи. И днес театърът използва в своята емблема стилизирано изображение на чайка. През следващите години той продължава да поръчва пиеси на Чехов, като през 1899 година поставя завършената още през 1896 година „Вуйчо Ваньо“.
По време на посещение в Москва през март 1897 година Чехов получава тежък кръвоизлив в белите дробове и е принуден да постъпи в болница. Там лекарите установяват, че има туберкулоза в горната част на дробовете, и му препоръчват промени в начина на живот.

### Последни години
След смъртта на баща му през 1898 година Чехов купува земя край Ялта, където построява вила по проект на архитекта Шаповалов. През следващата година се премества там с майка си и сестра си. Там той продължава да се занимава с градинарство, отглежда кучета и посреща известни гости, като Лев Толстой и Максим Горки, но определя мястото като „горещ Сибир“, често пътува до Москва и в чужбина и се зарича да се премести в родния Таганрог, веднага щом там бъде изграден водопровод.
В Ялта Антон Чехов пише по поръчка на Московския художествен театър още две пиеси – „Три сестри“ и „Вишнева градина“. Работата му по тях върви по-бавно, отколкото в миналото, и всяка му отнема около година. През този период той е зает и с подготовка за издаване на събраните си съчинения, излезли в две издания – през 1899 – 1902 и 1903 година.
В 1900 година Чехов е избран за почетен академик на новосъздаденото Пушкинско отделение на Академията на науките. В 1902 година заедно с Владимир Короленко се отказва от това звание в знак на протест срещу отнемането на титлата на Максим Горки.
На 25 май 1901 година Антон Чехов се жени в тесен кръг за Олга Книпер (1868 – 1959), актриса от Московския художествен театър, с която се запознава по време на репетициите на „Чайка“. Дотогава той предпочита краткотрайни връзки и посещения в публични домове и е определян като „най-неуловимия руски литератор ерген“. И след брака двамата продължават да живеят разделени – Чехов в Ялта, а съпругата му в Москва, където продължава да играе в театъра. В резултат на това, от брака им е запазена обширна кореспонденция, съдържаща ценни сведения за театралната история. През 1902 година Олга помята, като според някои изследователи детето не е от съпруга ѝ, докато други отхвърлят тази хипотеза.
През май 1904 година заболяването на Чехов вече навлиза в терминалния си стадий. Брат му Михаил пише, че „всеки, който го виждаше, тайно си мислеше, че краят не е далеч, но изглежда, че колкото по-близо беше до края, толкова по-малко той го разбираше“. На 3 юни Антон Чехов заминава със съпругата си за германския курорт Баденвайлер в Шварцвалд, откъдето пише външно бодри писма до сестра си Маша, описвайки храната и местността и уверявайки я, че здравето му се подобрява.
Развръзката настъпва през нощта на първи срещу 2 юли 1904 година. Смъртта на Чехов се превръща в една от „великите сцени на литературната история“, многократно преразказвана, доукрасявана и подлагана на художествени преработки през следващите десетилетия. По думите на неговата съпруга, Чехов се събужда през нощта и моли за доктор с думите „Ich sterbe“ („Умирам“). След това поисква шампанско, изпива го до дъно, ляга на лявата си страна и скоро след това издъхва.

## Памет
Тялото на Чехов е пренесено в Москва, където е погребан в Новодевическия манастир. През 1908 година на гроба му е поставен паметник, изработен от Леонид Браиловски. През 1933 година гробът и надгробния паметник са преместени в новото Новодевическо гробище, южно от стените на манастира.
На Антон Чехов е наречена улица в квартал „Изток“ в София (Карта).
- Бюст на Чехов в германския град Баденвайлер, където той умира
- Гробът на Чехов на Новодевическото гробище